# Autodétermination (parti politique)
Pour les articles homonymes, voir Autodétermination.
Autodétermination (en albanais : Vetëvendosje!, VV) est un parti politique kosovar de gauche fondé en 2004.

## Histoire
VV est fondé en 2004 comme successeur du Kosovo Action Network, une initiative citoyenne favorable à la démocratie directe. Le parti tire son nom du principal slogan utilisé lors des protestations de 1968 dans la province autonome serbe du Kosovo.
En 2007, lors d'une manifestation du parti, des policiers ouvrent le feu et tuent deux manifestants.
Il se présente aux suffrages des Kosovars pour la première fois lors des élections législatives du 12 décembre 2010. Avec un score de 12,7 % des voix et 14 députés sur 120 à l'Assemblée, il se hisse directement en troisième position et devance l'Alliance pour l'avenir du Kosovo (AAK) de l'ancien Premier ministre Ramush Haradinaj.
En 2014, le vice-président du parti Shpend Ahmeti remporte la mairie de Pristina.
Lors des élections législatives de 2019, le parti arrive pour la première fois en tête d'un scrutin législatif national. Il conserve sa première place lors des élections législatives de 2021 où il remporte 49 % des suffrages, un record depuis la création de l'Assemblée du Kosovo en 2001.

## Positionnements politiques
Autodétermination se présente comme un parti nationaliste de gauche. Il s'oppose en effet aux négociations sans conditions avec la Serbie et aux privatisations d'entreprises publiques. L'Albanie socialiste d'Enver Hoxha demeure un modèle pour de nombreux militants du mouvement. 
Pour le président du mouvement : « nous ne nous considérons pas comme des nationalistes, avec tout ce que cela signifie de potentiel de violences et de guerres dans les Balkans. Nous croyons néanmoins que la nation demeure un concept important. Il ne faut pas la laisser aux mains de la droite ».

## Résultats aux élections législatives
| Année | Voix    | %     | Rang | Sièges   | Position                               |
| ----- | ------- | ----- | ---- | -------- | -------------------------------------- |
| 2010  | 88 652  | 12,69 | 3e   | 14 / 120 | Opposition                             |
| 2014  | 99 398  | 13,59 | 3e   | 16 / 120 | Opposition                             |
| 2017  | 200 135 | 27,49 | 2e   | 32 / 120 | Opposition                             |
| 2019  | 221 001 | 26,27 | 1er  | 29 / 120 | Kurti I (2020), opposition (2020-2021) |
| 2021  | 438 335 | 50,28 | 1er  | 51 / 120 | Kurti II                               |